# 전인도 안나 드라비다 진보당
전인도 안나 드라비다 진보당(타밀어: அனைத்திந்திய அண்ணா திராவிட முன்னேற்றக் கழகம், 영어: All India Anna Dravida Munnetra Kazhagam)은 인도의 사회민주주의 정당이다. 이름에서 알 수 있듯 드라비다인과 연관이 깊은 정당이다. 때문인지 주 지지층도 드라비다인이 많이 사는 남인도(특히 타밀나두주)에 주로 분포해있다. 2004~2006년까진 힌두교 보수정당 연합인 국민민주동맹에 속해 있기도 했으나, 이후 제3의 전선에 속해있었고, 2010년대 중반 이후부턴 통합진보동맹에 속해있다.

## 같이 보기
- 인도의 정치
- 인도의 정당